# 山本正義
山本 正義（やまもと まさよし、1979年5月19日 - ）は、日本のネコ写真家。

## 来歴
幼少期は香川県への在住歴があり、2019年現在は大阪府に居住している。
主に瀬戸内海の離島で撮影した島猫の写真を手がけ、その中で猫が後ろ足で立ち上がった姿を「立ち猫」と名付けて多く撮影するようになった。インスタグラムに発表した猫写真を見たナツメ社の担当者が写真集刊行を働きかけ、2019年に刊行された。

## 写真集
- 『立ち猫』ナツメ社、2019年 ISBN 978-4816365959